# Before (chanson)
Pour les articles homonymes, voir Before.
Singles de Pet Shop Boys
Paninaro '95
(1995) Se a vida é (That's the Way Life Is)
(1996)
Before est une chanson du duo britannique Pet Shop Boys incluse dans leur sixième album studio, Bilingual, paru le 2 septembre 1996.
La chanson a été publiée en single le 22 avril 1996, plus de quatre mois avant la sortie de l'album. C'était le premier single de cet album.
Le single a atteint la 7e place au Royaume-Uni.